# بحران طنجه
بحران طنجه (به انگلیسی: Tangier Crisis) یا بحران اول مراکش (انگلیسی: First Moroccan Crisis) بحرانی بین‌المللی بود که از مارس ۱۹۰۵ تا مه ۱۹۰۶ بر سر مراکش صورت گرفت. این بحران رابطه بین امپراطوری آلمان با فرانسه و بریتانیا را تضعیف کرد و سنگ محکی برای تضمین توافق قلبی بین فرانسه و بریتانیا بود. این بحران که همزمان با جنگ روسیه و ژاپن بود، تلاشی از سوی امپراتور آلمان، ویلهلم دوم برای تضعیف سیستم دلکسه محسوب می‌شد.

## زمینه
فرانسه که بر الجزایر و تونس تسلط یافته بود و مایل بود بر مراکش و اتیوپی نیز تسلط یابد در ژوئن ۱۹۰۴ وامی به سلطان مراکش داد و به موجب آن گمرک و واردات و صادرات این کشور را به زیر نفوذ خود درآورد. این در حالی بود که آلمان خواستار سیاست درهای باز در مراکش بود.

## بازدید قیصر
در ۳۱ مارس ۱۹۰۵ ویلهلم دوم، قیصر آلمان، با استقبال سلطان مراکش وارد طنجه شد و اعلام کرد که برای حمایت از حاکمیت و استقلال مراکش این سفر را انجام داده است.

## واکنش فرانسه و بریتانیا
بریتانیا در این بحران جانب فرانسه را گرفت و این اولین نشان جدی بودن توافق قلبی بین دو کشور بود.
نخست وزیر فرانسه، موریس روور، که حاضر به جنگ با آلمان نبود، به شرکت در کنفرانس الجزیراس که قیصر تشکیل داده بود راضی شد. این امر باعث شد وزیر امور خارجه، دلکسه که می‌دانست دولتش از سیستم او حمایت نمی‌کند استعفا دهد.